# H–29
A H–29 (cirill írással Х-29) légi indítású földi célok elleni irányított rakéta, melyet a Szovjetunióban fejlesztettek ki. A Magyar Légierő Szu–22-es vadászbombázóin hadrendben állt, bár a hozzájuk tartozó AKU–58E rakétaindító sínek nem kerültek a Honvédég birtokába, így a rakétát nem lehetett a repülőgépekre függeszteni és bevetni.